# Episodi di Veep - Vicepresidente incompetente (quarta stagione)
La quarta stagione della serie televisiva Veep - Vicepresidente incompetente, composta da 10 episodi, è stata trasmessa dal 12 aprile al 14 giugno 2015 sul canale via cavo statunitense HBO.
In Italia, la stagione è andata in onda in prima visione sul canale satellitare Sky Atlantic dal 18 agosto al 15 settembre 2015.
| nº | Titolo originale    | Prima TV USA   | Prima TV Italia   |
| -- | ------------------- | -------------- | ----------------- |
| 1  | Joint Session       | 12 aprile 2015 | 18 agosto 2015    |
| 2  | East Wing           | 19 aprile 2015 | 18 agosto 2015    |
| 3  | Data                | 26 aprile 2015 | 25 agosto 2015    |
| 4  | Tehran              | 3 maggio 2015  | 25 agosto 2015    |
| 5  | Convention          | 10 maggio 2015 | 1º settembre 2015 |
| 6  | Storms and Pancakes | 17 maggio 2015 | 1º settembre 2015 |
| 7  | Mommy Meyer         | 24 maggio 2015 | 8 settembre 2015  |
| 8  | B/ill               | 31 maggio 2015 | 8 settembre 2015  |
| 9  | Testimony           | 7 giugno 2015  | 15 settembre 2015 |
| 10 | Election Night      | 14 giugno 2015 | 15 settembre 2015 |